# Tretting
Tretting ist ein Gemeindeteil der Gemeinde Arnschwang im Oberpfälzer Landkreis Cham in Bayern.

## Geographie
Das Dorf liegt knapp drei Kilometer südöstlich des Kernortes Arnschwang. Unweit nördlich des Ortes fließt der Aspenbach, ein linker Zufluss des Chamb.

## Persönlichkeiten
- Konrad Macht (* 1938), Anglist, Didaktiker und Hochschullehrer